# Bandicota savilei
Bandicota savilei es una especie de roedor de la familia Muridae.

## Distribución geográfica
Se encuentra sólo en Birmania, Tailandia y Vietnam.